# Anton Stocks
Anton Stocks (* 16. Juni 1937; † 7. März 1981) war ein deutscher Autorennfahrer.

## Karriere
Anton Stocks startete seine Rennfahrerkarriere 1973 als Privatfahrer mit einem Porsche 911 Carrera RS im GT-Motorsport. Dort konnte er bereits bei den beiden Rennen in Zolder und in Hockenheim einen Gesamtsieg feiern.
1974 fuhr er für das STP Team Schweden mit einem Porsche 911 Carrera RSR 3.0 einige Rennen in der 1. Division der Deutschen Rennsport-Meisterschaft (DRM), dem Deutschen Automobil-Rundstrecken-Pokal (DARM) und weiteren GT-Rennen. Ein Jahr später fuhr er für den AMC Duisburg ebenfalls in der DRM und in einzelnen GT-Rennen.
In seinem letzten Jahr als Rennfahrer und letzten Rennen fuhr er mit einem Porsche 934 in der 1. Division der DRM in Kassel-Calden für das Kannacher-GT-Racing-Team und belegte einen sechsten Platz. Diese Platzierung war auch sein bestes Ergebnis in einem DRM-Rennen.
Stocks startete zweimal beim 1000-km-Rennen auf dem Nürburgring. 1974 fuhren er und Helmut Kelleners mit einem Porsche 911 Carrera RS auf den 18. Rang und 1975 belegte er mit Gerhard Holup auf einem Carrera RSR 3.0 den 19. Platz.